# بی‌تی‌آر-۶۰

کاربران بی‌تی‌آر-۶۰ (آبی: فعلی/قرمز: سابق)

ب.ت.اِر-۶۰ نفربر زره‌پوش آبی-خاکی ساخت شوروی است که از سال ۱۹۶۰ تا ۱۹۷۶ در خط تولید بود و حدود ۲۵ هزار دستگاه از آن ساخته شد. بی‌تی‌آر-۶۰ اولین نفربر ۸ چرخ شوروی‌ها بود و به عنوان جایگزینی برای نفربر بی‌تی‌آر-۱۵۲ ساخته شد.
بی‌تی‌آر-۶۰ یک طرح انقلابی در زمان خود محسوب می‌شد که ویژگی‌های نامتعارفی در مقایسه با دیگر نفربرها داشت. نیروی محرکهٔ این خودرو را دو موتور بنزینی هر یک به قدرت ۹۰ اسب بخار تأمین کرده و در قسمت عقب خودرو قرار می‌گرفتند. در حالیکه کوپهٔ سربازان در قسمت وسط قرار داشت و سربازان برای ورود و خروج بایستی از درهای کناری استفاده می‌کردند. سه دریچهٔ شلیک نیز در هر طرف خودرو قرار داشت که سربازان می‌توانستند با تفنگ شخصی خود از آن شلیک کنند. استفاده از دو موتور این امتیاز را داشت که در صورت خراب شدن یکی از آن‌ها نفربر می‌توانست با موتور دیگر به حرکت ادامه دهد اما معایبی از جمله دشواری تعمیر و بالابودن مصرف سوخت را نیز به همراه داشت، ضمن اینکه موتورهای بنزینی بسیار مستعد آتش گرفتن هستند. شوروی‌ها در بی‌تی‌آر-۷۰ هم از طراحی دوموتورهٔ بنزینی استفاده کردند اما از بی‌تی‌آر-۸۰ به بعد به روش استاندارد یک موتور دیزلی روی آوردند.
مدل‌های ابتدایی این خودرو زره‌پوش سقف نداشتند و از قسمت بالا بسیار آسیب‌پذیر بودند اما از مدل بی‌تی‌آر-۶۰پی‌آ به بعد سقف اضافه شد. در مدل بی‌تی‌آر-۶۰پی‌بی که از سال ۱۹۶۶ در خط تولید قرار گرفت یک برجک با یک تیربار ۱۴.۵ م‌م و یک تیربار ۷.۶۲ م‌م پی‌کا قرار داشت.
زره بی‌تی‌آر-۶۰ در مقابل گلوله‌های ۷.۶۲ میلی‌متری و ترکش‌های کوچک مقاوم است. حداکثر سرعت این خودرو روی جاده ۸۰ کیلومتر و بر روی آب ۱۰ کیلومتر بر ساعت است. وزن مدل بی‌تی‌آر-۶۰پی‌بی ۱۰.۳ تن است.
رومانی حدود ۲ هزار دستگاه از مدل ارتقایافته این نفربر را با نام تاب-۷۱ تولید کرد و چین نیز کپی بدون مجوزی از بی‌تی‌آر-۶۰پی‌بی را تولید کرد.

## فهرست جنگ‌ها
- ۱۹۶۷ – جنگ شش‌روزه
- ۱۹۶۸ - حمله شوروی به چکسلواکی
- ۱۹۶۹ – درگیری مرزی چین و شوروی
- ۱۹۷۱ – جنگ هند و پاکستان ۱۹۷۱
- ۱۹۷۳ – جنگ یوم کیپور
- ۱۹۷۵ – ۱۹۹۰ – جنگ داخلی لبنان
- ۱۹۷۵ – ۱۹۹۱ – جنگ صحرای غربی
- ۱۹۷۵ – ۲۰۰۲ – جنگ داخلی آنگولا
- ۱۹۷۸–۱۹۸۷ – منازعه چاد و لیبی
- ۱۹۷۹ – ۱۹۸۸ – جنگ شوروی در افغانستان
- ۱۹۸۰ – ۱۹۸۸ – جنگ ایران و عراق
- ۱۹۸۳ – حمله به گرانادا
- ۱۹۸۸ – ۱۹۹۳ – جنگ داخلی گرجستان
  - ۱۹۹۲ – ۱۹۹۳ – جنگ آبخازیا
- ۱۹۸۸ – ۱۹۹۴ – جنگ قره‌باغ
- ۱۹۸۹ – انقلاب ۱۹۸۹ رومانی
- ۱۹۹۰ – ۱۹۹۱ – جنگ خلیج فارس
- ۱۹۹۲ – ۱۹۹۷ – جنگ داخلی تاجیکستان
- ۱۹۹۴ – جنگ داخلی یمن
- ۱۹۹۴ – ۱۹۹۶ – جنگ نخست چچن
- ۱۹۹۹ – ۲۰۰۹ – جنگ دوم چچن
- ۲۰۰۱ – ? – جنگ افغانستان